# Harpactes kasumba
El trogón kasumba o surucuá de nuca roja (Harpactes kasumba) es una especie de ave trogoniforme de la familia Trogonidae que vive en el sudeste asiático.

## Descripción
El trogón kasumba mide alrededor de 33 cm de longitud, incluida su larga cola. Presenta dimorfismo sexual en su coloración. Los machos tienen el plumaje de la cabeza y el pecho negro, con una banda roja en la nuca que empieza en las comisuras del pico. Su vientre también es rojo, y presenta una lista blanca que separa el pecho del vientre. Su espalda es de color canela anaranjado y sus alas son negras con un fino listado blanco en las coberteras. La parte superior de la cola es canela en el centro y negra en los bordes y la parte inferior es blanca. Presentan un anillo ocular azul y su pico robusto y con la punta ligeramente curvada hacia abajo también es azul. En cambio, las hembras tienen la cabeza y pecho de color pardo grisáceo y el vientre canela anaranjado y su lista blanca entre ambas partes es difusa.

## Distribución y hábitat
Se encuentra en la península malaya y las islas de Sumatra y Borneo, distribuido por las selvas húmedas de regiones bajas de Indonesia, Malasia, Tailandia y Brunéi. 